# Judengasse 27 und 29 (Weißenburg)

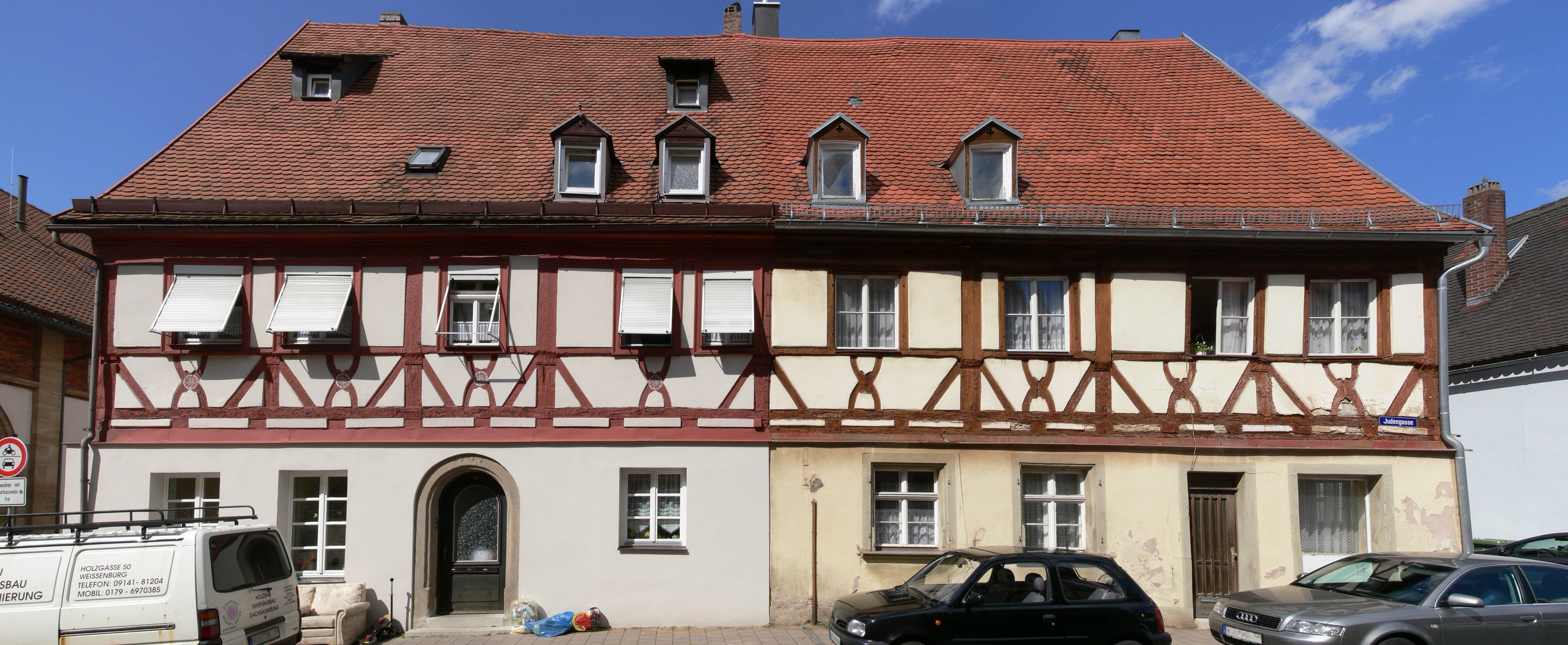
Das Bauwerk im Juli 2012

Das Doppelhaus Judengasse 27 und 29 ist ein Bürgerhaus in der denkmalgeschützten Altstadt von Weißenburg in Bayern. Das Gebäude in der Judengasse ist unter der Denkmalnummer D-5-77-177-222 als Baudenkmal in die Bayerische Denkmalliste eingetragen.
Das Bürgerhaus steht an der Straßenecke An der Schranne/Judengasse umgeben von weiteren Baudenkmälern auf einer Höhe von 426 Metern über NHN. Unweit befindet sich die Schranne.
Das zweigeschossige Gebäude wurde 1707 als Fachwerkhaus erbaut. Es wird von einem Satteldach gedeckt. Eine Inschrift ist über dem linken Eingang angebracht worden.